# Thalassodes figurata
Thalassodes figurata är en fjärilsart som beskrevs av Robinson 1968. Thalassodes figurata ingår i släktet Thalassodes och familjen mätare. Inga underarter finns listade i Catalogue of Life.